# Fiodor Browko
Fiodor Grigorjewicz Browko (ros. Фёдор Григорьевич Бровко; ur. 19 maja 1904 we wsi Popienki w guberni besarabskiej, zm. 24 stycznia 1960 w Kiszyniowie) – działacz partyjny i państwowy Mołdawskiej ASRR i Mołdawskiej SRR.

## Życiorys
W 1927 został członkiem WKP(b), 1927-1939 był słuchaczem szkoły partyjnej w Bałcie, później do 1937 kierował wydziałami propagandy i agitacji kolejno kilku rejonowych komitetów KP(b)U w Mołdawskiej ASRR, a 1937-1938 był I sekretarzem rejonowego komitetu KP(b)U. W 1938 został zastępcą przewodniczącego Prezydium Rady Najwyższej Mołdawskiej ASRR, w 1940 był I zastępcą przewodniczącego, a od 7 czerwca 1940 do 8 lutego 1941 przewodniczącym Prezydium Rady Najwyższej Mołdawskiej ASRR. Od 10 lutego 1941 do 26 marca 1951 był przewodniczącym Prezydium Rady Najwyższej Mołdawskiej SRR i członkiem Biura KC Komunistycznej Partii (bolszewików) Mołdawii, później pracował w Ministerstwie Przemysłu Mięsnego i Mleczarskiego Mołdawskiej SRR, Ministerstwie Przemysłu Leśnego Mołdawskiej SRR i ministerstwie ubezpieczeń społecznych tej republiki. Był odznaczony Orderem Lenina i Orderem Czerwonego Sztandaru Pracy.